# The Lure of the Sawdust
The Lure of the Sawdust (o The Call of the Sawdust) è un cortometraggio muto del 1914 diretto da Tom Ricketts. Prodotto dalla American Film Manufacturing Company, il film aveva come interpreti Edward Coxen, Winifred Greenwood, George Field, Charlotte Burton, John Steppling, Ida Lewis, Edith Borella.

## Trama
Annette, cavallerizza circense, provoca la gelosia di Marie, un'altra artista, innamorata di Henri Dupree, che vuole liberarsi di lei causandole un incidente durante il suo pericoloso numero a cavallo. Portata in ospedale, Annette resta sola e Dupree la dimentica. William Ward, un giovane agricoltore che ha assistito all'incidente, vuole aiutare la povera ragazza e, con sua madre, la accoglie a casa. I due giovani si innamorano e si sposano. Annette, anche se felicemente sposata, sente ancora il richiamo del circo e, un giorno, viene sorpresa dal marito mentre si sta provando il suo vecchio costume.

L'anno seguente, il circo ritorna in paese e Annette incontra casualmente Dupree. Completamente guarita, attira nuovamente le attenzioni del suo vecchio ammiratore che cerca di convincerla a tornare sulla scena. Anche se tentata, Annette resiste. Cede alle sue nuove sollecitazione decidendo di dare un ultimo spettacolo che chiuderà così la sua carriera. La sua esibizione manda in visibilio i vecchi amici e Dupree continua a insistere con lei. Ricordando la sua bambina, Annette torna a casa, rassicurandolo che quello è stato il suo saluto al circo e gli mostra il vecchio costume che ha trasformato in vestito da ballo per la loro bambina.

## Produzione
Il film fu prodotto dall'American Film Manufacturing Company.

## Distribuzione
Distribuito dalla Mutual, il film - un cortometraggio in due bobine - uscì nelle sale cinematografiche degli Stati Uniti il 13 luglio 1914.